# Liometopum apiculatum
Liometopum apiculatum är en myrart som beskrevs av Mayr 1870. Liometopum apiculatum ingår i släktet Liometopum och familjen myror. Inga underarter finns listade i Catalogue of Life.

## Bildgalleri

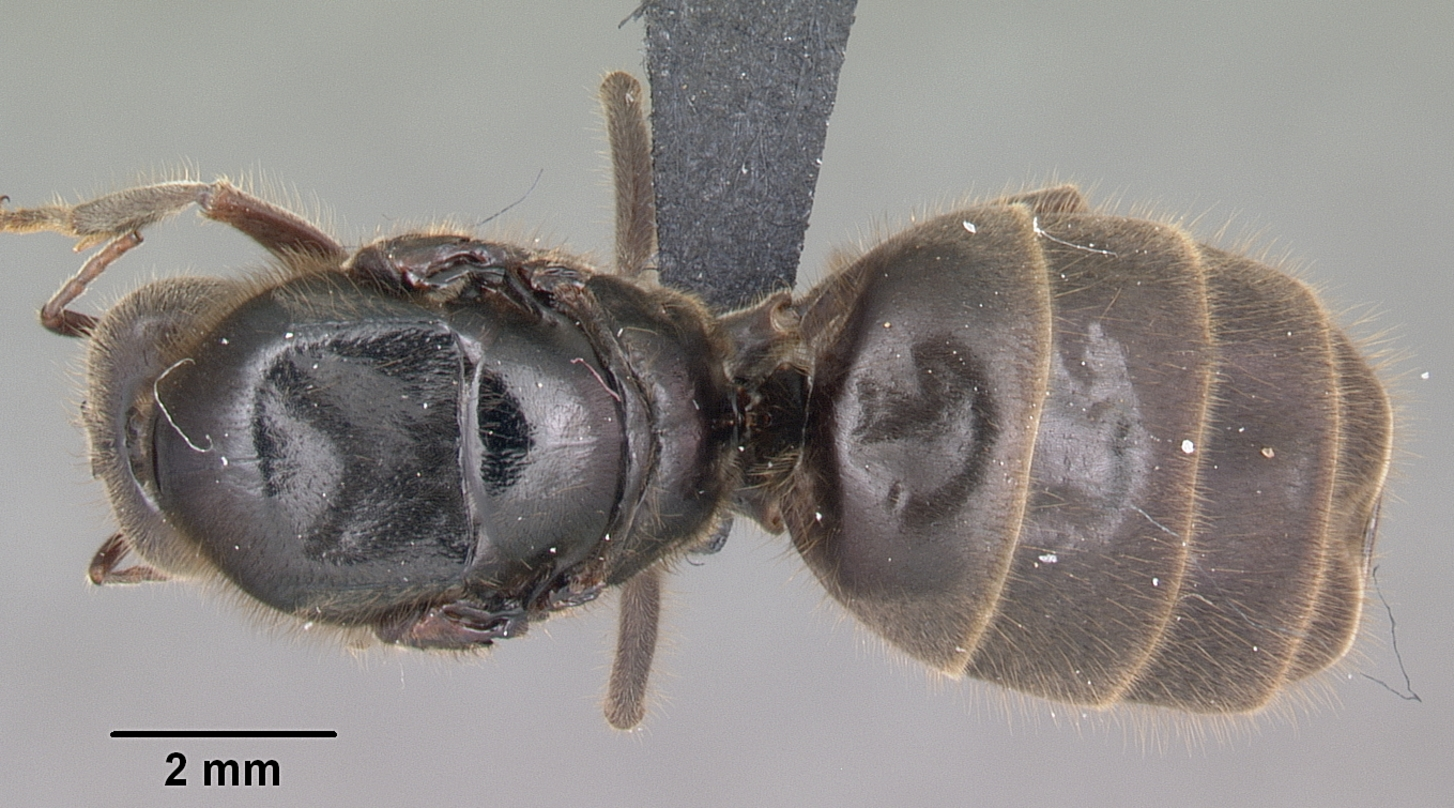
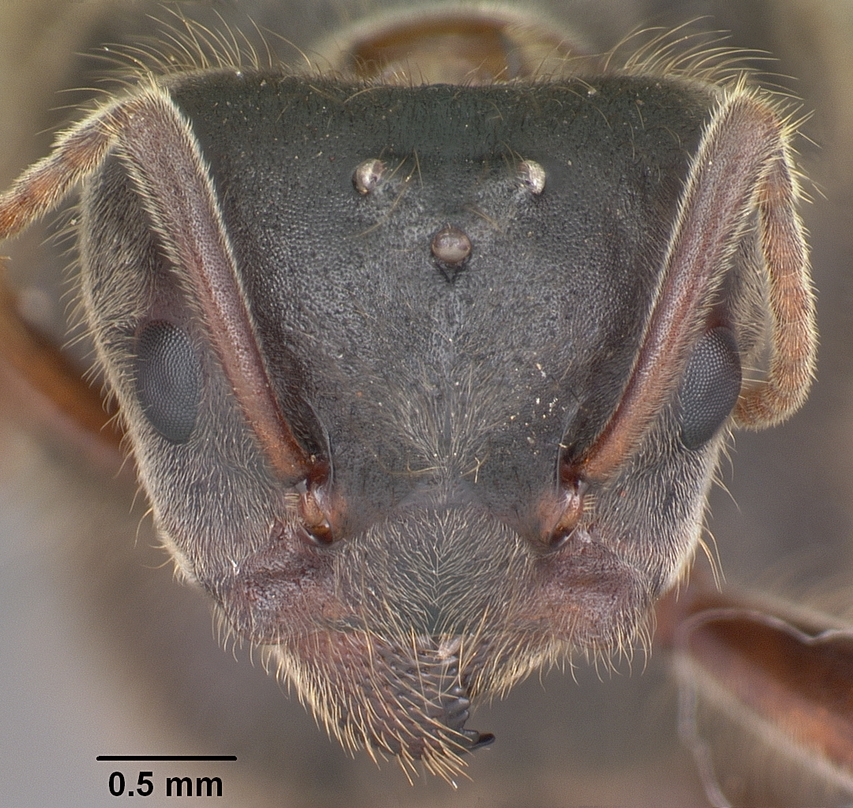
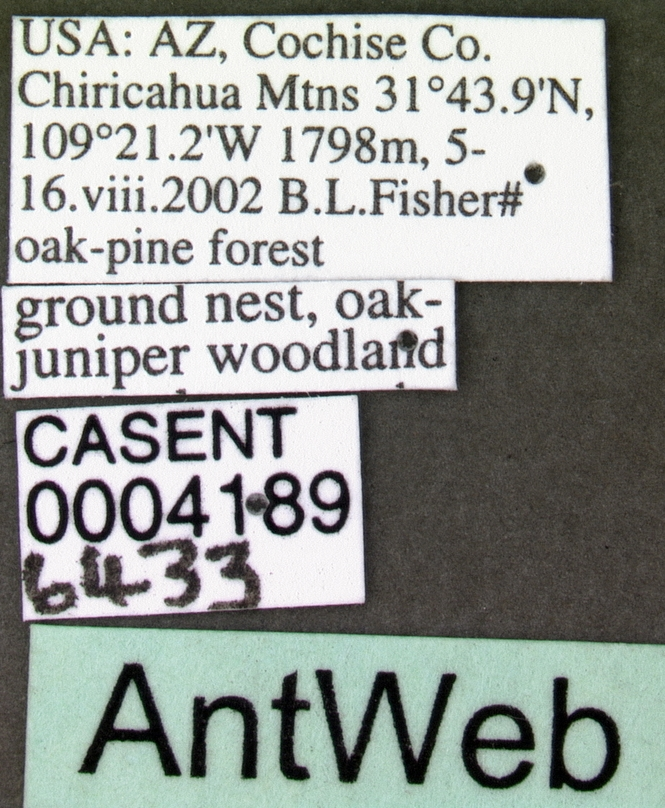
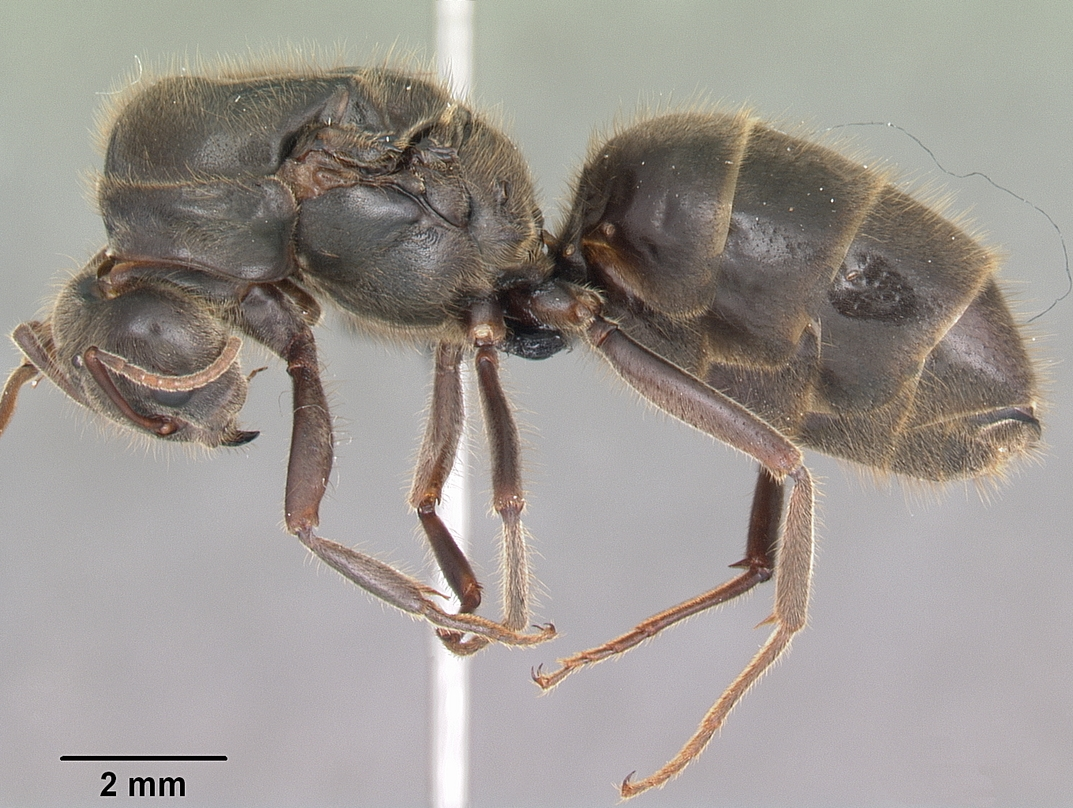
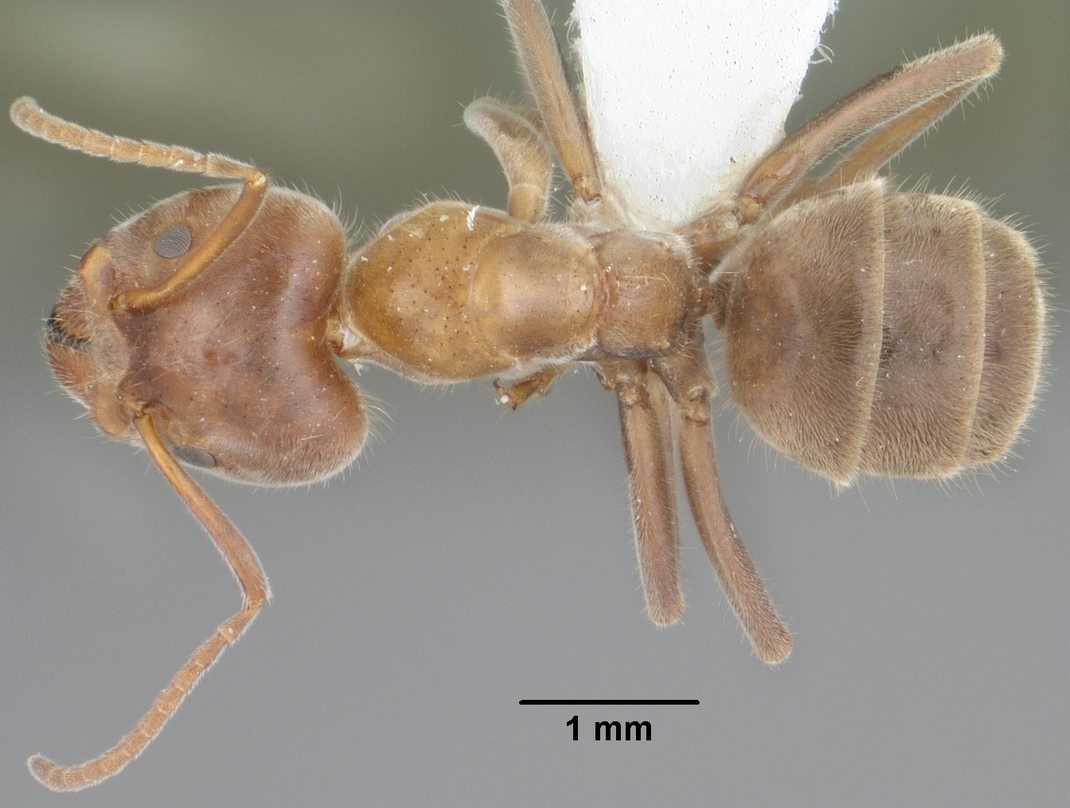
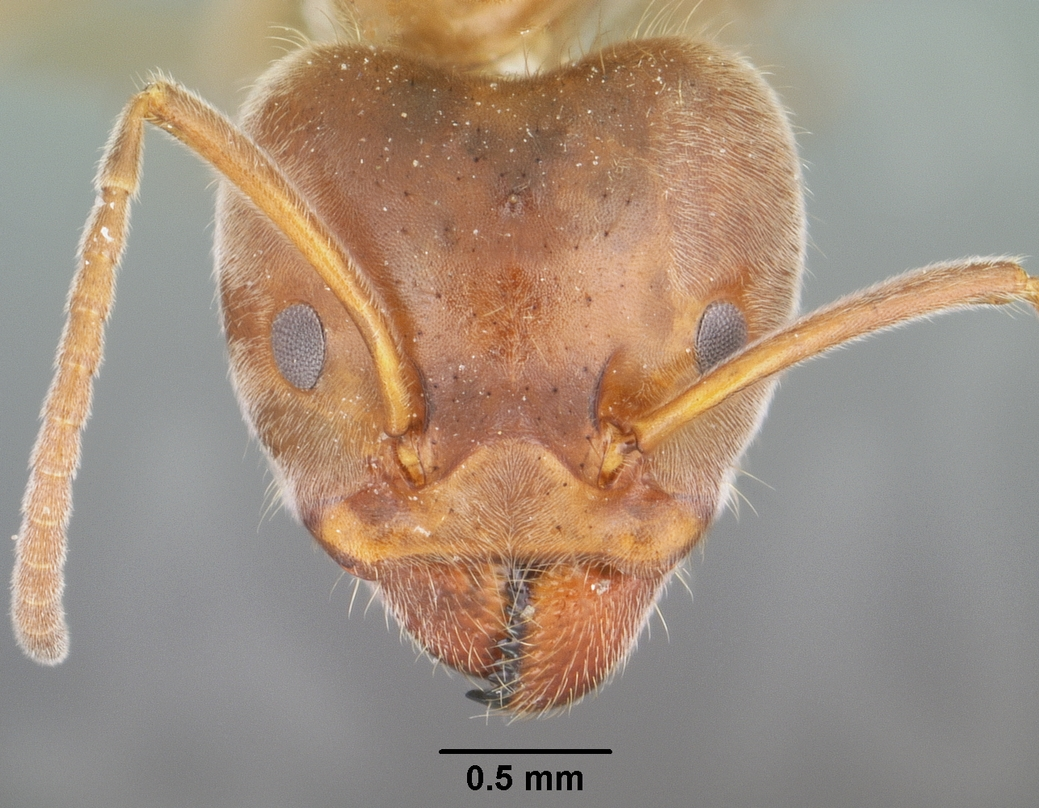